# Noyan-Bogdo (meteoryt)
Noyan-Bogdo (inne nazwy: Noen, Noin, Noyen) – meteoryt kamienny należący do chondrytów zwyczajnych z grupy chondrytów oliwinowo-hiperstenowych L6. Spadek zaobserwowano w 1933 roku w ajmaku południowogobijskim. Obecnie dysponuje się 250 g materii meteorytowej.